# Damnacanthus hainanensis
Damnacanthus hainanensis là một loài thực vật có hoa trong họ Thiến thảo. Loài này được (H.S.Lo) Y.Z.Ruan mô tả khoa học đầu tiên năm 1999.